# Richard Budworth
Richard Budworth (ur. 17 października 1867 w Greensted, zm. 7 grudnia 1937 w Londynie) – angielski rugbysta, reprezentant kraju, nauczyciel i duchowny anglikański.
W trakcie kariery sportowej reprezentował klub Clifton RFC, uniwersytecki zespół z Oksfordu, pięciokrotnie wystąpił także w barwach Barbarians. W latach 1890–1891 rozegrał w Home Nations Championship trzy spotkania dla angielskiej reprezentacji zdobywając jedno przyłożenie.
Nauczał w Lancing College i Clifton College, następnie był dyrektorem Durham School. Został wyświęcony w 1902 roku, był kanonikiem w katedrze w Durham.